# Julián Antonio Ramírez Hernando
Julián Antonio Ramírez Hernando (San Sebastián, 28 de enero de 1916 – Alicante, 14 de abril de 2007) fue un líder comunista, miembro del grupo teatral La Barraca de Federico García Lorca, traductor, intérprete, doblador de cine, actor, locutor y redactor de Radio París.

## Biografía

### Juventud
Nació en el seno de una familia numerosa, emigrada de Burgos a San Sebastián. Estudios de primaria y secundaria en la Escuela Francesa y el Colegio del Sagrado Corazón de Jesús (Maristas)
Obtuvo en 1932 una de las primeras becas de la República para estudiar en Ingeniería Industrial en Madrid. Debido a dificultades económicas, tuvo que dejar los estudios y trabajar: ingresó en el Servicio Nacional del Cultivo del Tabaco como funcionario, Fue militante en varias organizaciones sindicales y políticas como la Federación Universitaria Escolar (FUE) y profesor de matemáticas en la Universidad Popular. Colaboró en publicaciones sobre cine (Nuestro Cinema). Participó también en la Barraca, el teatro universitario itinerante creado por Federico García Lorca, con las misiones campesinas. 

### Guerra civil
Durante la guerra civil se enroló en el partido comunista y efectuó reportajes en Euskadi Roja, en Erri y en El Boletín del Norte. Formó parte del Consejo Nacional de Cultura del gobierno vasco. En 1937, huyó a Gijón en barco y decidió ir a Barcelona siguiendo sus labores periodísticas y de propaganda.  Fue movilizado al frente del Ebro a fines de 1938.

### Exilio en Francia y IIe Guerra Mundial
Con la caída de Cataluña, cruzó la frontera de Francia en febrero de 1939 con su batallón.  Fue internado en diferentes campos de concentración: Saint-Cyprien, Le Barcarès y Gurs. Conoció a Adela Carreras Taurà, llamada después Adelita del Campo, durante una estancia en el campo de Argelès-sur-Mer. Era el aniversario de la II República y los refugiados inauguraban un centro cultural y Julián Antonio participaba en el acto multitudinario leyendo poemas de Federico García Lorca. 
Al estallar la II Guerra Mundial se alistó en Gurs en la 100e Compañía de Trabajadores Extranjeros (CTE) acuartelado en Châteaudun y después en Saint-Sévère-sur-Indre. Creó un grupo artístico con compañeros españoles que actuaba en la región. Adelita del Campo, que había huido del campo de concentración de Bram, se reunió con Julián en Sainte-Sévère-sur-Indre y participó en el grupo artístico y teatral español. A finales del año 1941 Adelita y Juliàn se marcharon a Manzat (Macizo Central) donde se incorporaron al 662e Grupo de Trabajadores Extranjeros (GTE) dirigido por el capitán Rougier. Julián y Adelita se casaron en 1942 y el mismo año nació en Riom su único hijo, Carlos Ramírez Carreras. 
Julián estuvo en contacto con el partido comunista en el exilio. En 1942, fue detenido por la policía francesa y acusado de esconder armas y propaganda. Fue obligado a huir a Provenza, donde reemprendió la vida artística. De vuelta a Sainte-Sévère-sur-Indre, ingresó en el maquis (primer batallón de las FFI del Indre) y participó en combates con la resistencia francesa (Grande Alhare, Brion).

### Locutor de laORTF
Una vez desmovilizado, se estableció en Toulouse con Adelita, donde trabajaba para el partido comunista español como periodista en Lucha y Mundo Obrero. En 1946 se instaló en París con el equipo de Mundo Obrero; participó en la fundación de la Asociación de Periodistas Republicanos en el Exilio. Participó también en 1949 en el Congreso Mundial de los Partidarios de la Paz en Praga. Con el PCE en la semi-clandestinidad tuvo que trabajar como peón en la constructora metálica SBM.
En la segunda mitad de la los años cincuenta, Julián Antonio Ramírez ingresó en la Oficina de la Radio-Televisión Francesa (ORTF) gracias a Adelita, ya integrada en el grupo teatral radiofónico español.  Coincidió con el acceso de André Camp à la dirección de las emisiones en lengua española. Entró a trabajar en la emisora, grabando teatro junto a su mujer, hasta que le propusieron presentar el diario hablado, como periodista y traductor, formando poco tiempo después pareja con su esposa. Desde el estudio de la ORTF, las voces de Julián y Adelita acompañaban las noches de los españoles en el exilio y los demócratas que permanecían en España, abriendo la programación siempre con la frase "¡Aquí radio París!"
Durante su exilio en París, Juliàn trabajó como intérprete actor de post-sincronización o como actor secundario en más de 150 películas cinematográficas. Actuó también como actor de teatro español.

### Retorno a España
Con la Transición democrática volvió con Adelita a España y se establecieron en Muchamiel, provincia de Alicante, donde continuó activo en diferentes proyectos culturales, militando en el PCE para la recuperación de la memoria antifranquista. Siendo dirigente de la Asociación Guerra Civil y Exilio, participó en las “caravanas de la Memoria” formadas por actores de la resistencia al franquismo y  recorrieron, en un autocar, varias regiones de España con objetivo de despertar la memoria de la guerrilla de los años 1940-50.
Fue el creador de la Asociación de Estudios Miguel Hernández, directivo de la Fundación Antonio Machado de Collioure (Francia) e importante activista de la Memoria Histórica Comisión cívica de Alicante.
Publicó en 2003 un libro testimonial, Ici Paris. Memorias de una voz de libertad con la ayuda de dos profesores de la universidad de Alicante. Depositó una parte de sus archivos, centradas en la actividad radiofónica de la pareja Julián-Adelita en la biblioteca de la UA. Murió en Alicante el 14 de abril de 2007, día conmemorativo de la II República española, ocho años después de Adelita.
En 2016, su hijo Carlos donó documentación personal de sus padres y del archivo del grupo teatral durante la II Guerra Mundial a la Biblioteca Valenciana Nicolau Primitiu.